# Felix Browder
Pour les articles homonymes, voir Browder.
Felix Earl Browder, né le 31 juillet 1927 à Moscou (Russie) et mort le 10 décembre 2016 à Princeton en New Jersey (États-Unis), est un mathématicien américain.

## Biographie
Enfant prodige, Felix Browder entre au MIT en 1944, et en sort diplômé en mathématiques en 1946. En 1948, il obtient un doctorat de l'université de Princeton.
En 1990, Browder est docteur honoris causa de l'université Pierre-et-Marie-Curie. En 1999, il est récipiendaire de la National Medal of Science. De 1999 à 2000, il est président de la Société américaine de mathématiques.
Browder est connu pour ses recherches en analyse fonctionnelle non linéaire, notamment la théorie des semi-groupes, les opérateurs monotones, les points fixes des sommes au sens de Cesàro des opérateurs non expansifs.